# 下中屋村
下中屋村（しもなかやむら）はかつて岐阜県羽島郡に存在した村である。
現在の各務原市稲羽地区下中屋町にほぼ該当する。
村名は、木曽川の旧河道
と新(現)河道の間にできた屋敷村ということに、「上下」をつけて呼んだことによる。
発足時は羽栗郡の村であったが、郡の合併で羽島郡の村となった。

## 歴史
- かつてこの地域は尾張国葉栗郡であったが、1586年（天正14年）の大洪水により木曽川の流れが大きく変わり、新たな木曽川の北岸の地域は羽栗郡に改称され、美濃国に編入された。
- 江戸時代、この地域は旗本坪内氏領であった。
- 1872年（明治5年） - 大区小区制により、旧来の大佐野村、松本村、上中屋村、成清村、間嶋村[3]とで、岐阜県第2大区1小区を形成する。
- 1875年（明治8年）1月 - 下中屋村の一部（字伊八島）が松倉村[4]に編入される。
- 1878年（明治11年） - 郡区町村編制法の制定により大区小区制は廃止。
- 1889年（明治22年）7月1日 - 町村制により、下中屋村発足。
- 1897年（明治30年）4月1日[5] - 羽栗郡と中島郡が合併して羽島郡となる。当村は羽島郡の村となる。
- 1897年（明治30年）4月1日 - 松本村、上中屋村、大佐野村、成清村、神置村と合併し中屋村発足。同日下中屋村は廃止。

## 学校
- 敬格尋常小学校（現・各務原市立稲羽西小学校の前身校の一つ）